# Тату, помер Дід Мороз
«Тату, помер Дід Мороз» — радянський фільм 1991 року за мотивами оповідання О. К. Толстого «Сім'я вурдалака».

## Зміст
Біолог прямує до свого родича з іншого села і стає свідком дивної поведінки дідуся і маленького хлопчика. Вони розставляють пастки. Виявляється, це пастки для людей. Відкривається моторошна таємниця.

## Ролі
- Іван Ганжа
- Анатолій Єгоров
- Борис Ільясов
- Людмила Козловська
- Валерій Кріштапенко
- Володимир Маслов

## Призи
- Гран-прі МКФ в Ріміні 1992

## Цікаві факти
- В 1963 році оповідання вже було екранізовано в Італії як одна з новел у фільмі «Три обличчя страху» (I tre volti della paura) режисера Маріо Бави.
- Роком раніше в СРСР також зняли фільм «Сім'я вурдалаків», теж за мотивами повісті О. К. Толстого.